# VT420

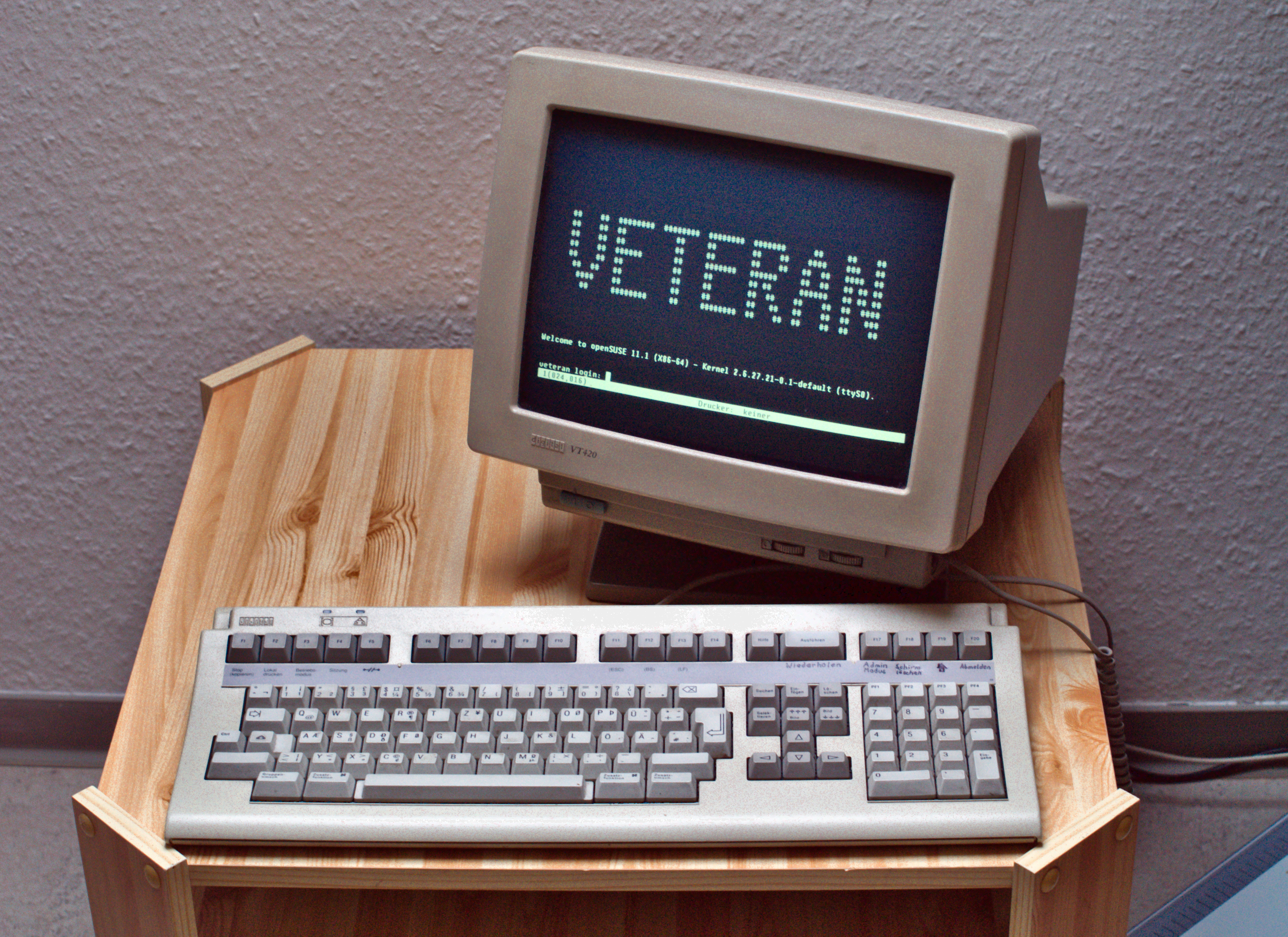
VT420

De VT420 is een ANSI-standaard 14 inch (35,5 cm) CRT-gebaseerde computerterminal die in 1990 door Digital Equipment Corporation (DEC) werd geïntroduceerd. De VT420 is het enige model in de 400-serie en vervangt de VT320. Voor gebruikers die grafische mogelijkheden en kleurenondersteuning nodig hadden bleven de VT330 en VT340 in productie.
De VT420 is in wezen een upgrade van de VT320 met de multi-sessiemogelijkheden van de VT330 en VT340. Dit laat toe om twee sessies te openen via afzonderlijke seriële verbindingen op modellen met meerdere seriële poorten of om twee sessies te multiplexen over een enkele seriële verbinding met een compatibele terminal server via het TD/SMP-protocol van DEC. De VT420 kon tot zes pagina's met gegevens lokaal opslaan.
De volledige VT300-reeks en de VT420 werd in 1993 vervangen door de relatief onbekende VT500-serie.